# Ростани (Новгородская область)
Ро́стани — деревня в Парфинском районе Новгородской области, с апреля 2010 года входит в состав Федорковского сельского поселения, прежде входила в состав Лажинского сельского поселения.
Расположена на берегу реки Воложа, в 7 км от одного из юго-западных лиманов озера Ильмень. Ближайшие населённые пункты — деревни Сучки (вплотную примыкает с запада), Рябутки (1,5 км к востоку), Ивашово (2 км к юго-западу).
В деревне есть Музей топоров и других старинных вещей, открытый местным жителем, почётным гражданином Парфинского района Владимиром Бариновым.